# Constantino VIII
Constantino VIII (em grego Κωνσταντίνος Η΄, Kōnstantinos VIII; 960 – 11 de novembro de 1028), foi imperador bizantino de 15 de dezembro de 1025 a 15 de novembro de 1028. Era filho do imperador Romano II e irmão mais jovem de Basílio II Bulgaróctono, que morreu sem filhos, deixando o governo do Império Bizantino nas suas mãos.

## Governo
Em teoria, Constantino VIII foi designado coimperador junto ao seu irmão Basílio II quando este assumiu o trono imperial em 976 com 16 anos de idade, mas durante os 49 anos de reinado de Basílio, apenas Constantino participou nos assuntos de estado, até mesmo quando Basílio estava (frequentemente) fora de Constantinopla nas suas campanhas militares. Constantino, que tinha uma vida de lazer e somente aspirava a levar uma existência obsequiada, cedeu ao seu irmão Basílio, o mais velho de ambos, todo o poder, retendo tão somente o título de imperador, apesar de que pôde repartir-se por igual com o seu irmão a herança do seu pai.
Quando Basílio II faleceu a 25 de dezembro de 1025, Constantino passou a ser o único imperador, embora somente reinasse durante menos de três anos, até a sua morte a 15 de novembro de 1028. Assumiu o poder aos 65 anos idade, e ao encontrar cheio de dinheiro o tesouro imperial, abandonou-se aos seus prazeres. Sabendo-se incapaz de consumir o seu tempo em preocupações, delegou as responsabilidades a homens com uma grande formação, enquanto ele se encarregava de todo o relacionado às audiências aos embaixadores ou do restante dos pequenos assuntos administrativos.

## Personalidade
Constantino VIII nunca se mostrou excessivamente preocupado pelo poder. Ainda que de constituição forte, era débil de espírito. Ao envelhecer e não poder já combater, exasperava-se com qualquer notícia de mau augúrio. Seu reinado foi desastroso pela sua falta de coragem. Reagia perante qualquer a menor suspeita com grande crueldade: assim, ordenou a execução ou mutilação de centenas de homens inocentes. Em poucos meses do começo do seu reinado, as leis sobre a terra ditadas por Basílio foram derrogadas pela pressão da aristocracia da Anatólia.
Constantino era alto e delgado, por contraste com Basílio que era baixo e largo. Embora não tivesse muitos estudos, e os seus conhecimentos fossem muito limitados, estava dotado de uma destreza e graça inatas e tinha a fortuna de possuir uma língua delicada e elegante à hora de falar. As suas maiores paixões eram as corridas de carros e os espetáculos públicos, e a sua afeição pelos dados e os jogos de tabuleiro era tal que desatendia os mais graves assuntos de Estado. Era também um magnífico ginete, mas quando chegou a ser imperador único, sofria de gota crônica e apenas podia andar.

## Sucessão
Constantino tomou como mulher uma das mais nobres patrícias, chamada Helena, filha de Alípio, formosa de aparência e nobre de espírito. Tiveram três filhas: 
- Eudóxia, que se tornou uma freira.
- Zoé Porfirogênita, que sucedeu Constantino como co-imperatriz junto com a irmã, Teodora.
- Teodora Porfirogênita, co-imperatriz com a irmã Zoé e imperatriz após a sua morte.